# Théodore Juste
Théodore Juste, född 11 januari 1818 i Bryssel, död 10 augusti 1888 i Saint-Gilles, var en belgisk historiker. 
Juste var från 1859 antälld som konservator vid kungliga antikvitetsmuseet i Bryssel och blev 1870 professor i historia vid krigsskolan. Han utgav en rad värdefulla arbeten, huvudsakligen om Belgiens historia, bland vilka märks: Histoire de Belgique (1840; 5:e upplagan i 3 band, 1894), Histoire du congrés national de Belgique 1830-31 (2 band, 
1850, 3:e upplagan med ändrad titel 1885), Histoire de la revolution des Pays-Bas sous Philippe II (4 band, 1855-67, 2:a upplagan med ändrad titel i 5 band, 1884-88), Histoire des États-généraux des Pays-Bas 1465-1790 (2 band, 1864), samt framför allt Les fondateurs de la monarchie belge (27 band, 1865-81).